# Валід аль-Хусейні
Валід аль-Хусейні (25 червня 1989 , Калькіліяd, Окуповані Ізраїлем території ) — палестинський есеїст, письменник і блогер. У жовтні 2010 року Палестинська адміністрація заарештувала його за нібито хулітельство проти ісламу на Facebook і в повідомленнях в блогах; його арешт отримав міжнародну увагу. Пізніше він втік до Франції, де успішно подав прохання про надання притулку.
У 2013 році він заснував Раду екс-мусульман Франції, а в 2015 році написав свою першу книгу «The Blasphemer: The Price I Paid for Rejecting Islam» про свій досвід виходу з ісламу.